# 愛爾蘭貴族
愛爾蘭貴族代表位於一個或多個貴族類別的人。 
1. 愛爾蘭蓋爾貴族（英语：Gaelic nobility of Ireland）它或者是後代在男系上至少具有一個王位（Rí）。這個團體包含了國王以及諾爾斯-蓋爾（英语：Norse-Gaelic）族的後裔。[來源請求]這個條文適用於這個貴族的分支設為制度王權和虛位王權於蓋爾愛爾蘭。
2. 希伯諾-諾曼（英语：Hiberno-Norman）或是古英格蘭人 (愛爾蘭)（英语：Old English (Ireland)）貴族他的後裔自威爾士來到愛爾蘭定居 ，諾曼第和英格蘭在諾曼於1169年到1171年侵略愛爾蘭之後。
3. 愛爾蘭貴族名冊他們欠缺頭銜自英格蘭或之後的大英君主於愛爾蘭在他們的等同君主的力量或是愛爾蘭王.

這些團體並不相互衝突。在1和2團體（利默里克條約）之間有高度的重疊程度。在2和3團體（之前的聲明於爱尔兰共和国）的重疊程度較小。還有一個較小程度的重疊在1和3團體之間。這種重疊可能是個人的（例如：一位蓋爾貴族他是「候補」他的頭銜來自於英格蘭亨利八世國王），或者他們可能是地理上的。 （即：貴族傳統的差異共存於鄰近其他國家，它們僅顯著的的日子當它們最終由都柏林行政中心征服）.
自1948年到2003年，愛爾蘭共和國給予形式和禮貌上的蓋爾時代繼承者酋長名稱，但是他們沒有特別的法律或者政治地位被承認。他們被列為像是愛爾蘭酋長使者。愛爾蘭共和國認為像是繼承的階級與現代愛爾蘭無關。愛爾蘭憲法40.2條禁止政府授與貴族和公民頭銜 可能不接受貴族或是名譽，除非政府是事先批准。然而，貴族頭銜依然被貴族人口使用於愛爾蘭共和國。貴族頭銜依然被使用和授與於北爱尔兰，它依然是 大不列颠及北爱尔兰联合王国的一部分。